# Der Zaunkönig und der Bär
Der Zaunkönig und der Bär ist ein Tiermärchen (ATU 222). Es steht in den Kinder- und Hausmärchen der Brüder Grimm an Stelle 102 (KHM 102). Zudem ist es im estnischen und lettischen Sprachraum bekannt.

## Inhalt
Brüder Grimm
Bär und Wolf gehen im Wald spazieren. Der Bär will wissen, welcher Vogel so schön singt. Als er hört, dass es der König der Vögel (der Zaunkönig) ist, will er den Palast sehen. Er guckt ins Nest, nachdem die Eltern weggeflogen sind. Er meint, das sei ein ärmlicher Palast und die Kinder unehrlich. Das beleidigt sie. Ihr Vater muss dem Bären den Krieg erklären, Flugtiere gegen Vierbeiner. Die Mücke späht aus, dass der schlaue General Fuchs den Schwanz wie einen Federbusch hochhält, solang es vorangeht, aber tief, wenn es heißt weglaufen. In der Schlacht lässt der Zaunkönig die Hornisse dem Fuchs unter den Schwanz stechen, bis er ihn senken muss und das Gefolge flieht. Die Zaunkönigkinder sind erst zufrieden, als der Bär kommt und Abbitte leistet, dann fressen sie wieder.
Estnische Version
Der Bär will für seinen Wohnungsbau eine Hand voll Spreu von einem Haufen nehmen, woraufhin ihn der Zaunkönig bittet, sich von einem anderen Haufen zu nehmen, da er in diesem sein Nest hat. Der Bär will sich jedoch nichts sagen lassen und der Zaunkönig nicht nachgeben, also verabreden sie sich zu einem klärenden Kampf, bei dem der Bär alle Vierbeiner antreten lässt und der Zaunkönig alle Vögel und Insekten zusammenruft.
Befehlshaber der Vierbeiner wird der Fuchs, der seine Untergebenen darauf einschwört, dass wenn er seinen Schwanz in die Höhe hebt, ihnen der Sieg winkt, wenn er seinen Schwanz hängen lässt, Gefahr droht, wenn er ihn aber ganz zur Erde senkt, alle flüchten sollten.
Als die beiden Streitmächte sich gegenüberstehen, wundern sich die Vögel und Insekten, warum der Fuchs mit so hoch erhobenem Schwanz am Schlachtfeldrand steht. Da meint eine Wespe, dass sie hinfliegen werde, um ihn zu stechen, und kaum getan, rennt der Fuchs mit eingekniffenem Schwanz in den Wald und alle Vierbeiner ihm hinterher.

## Herkunft
Laut Rolf Wilhelm Brednich verdichtet sich in Erzählungen vom Krieg der Tiere die tägliche Beobachtung ihres Überlebenskampfes zu der Vorstellung, sie würden wie Menschen organisiert Krieg führen. Grimms Text ist ältester Beleg für diese bisher v. a. in Mittel- und Osteuropa nachgewiesene Form des Streits zwischen Vögeln und Vierfüßlern.
Vgl. KHM 48 Der alte Sultan, KHM 171 Der Zaunkönig.
Die estnische Variante des Märchens stammt von Jakob Hurt, wurde 1889 von Jüri Peterson in Vändra aufgezeichnet und erhielt im Deutschen den Titel Der Krieg der Vögel und der Insekten mit den Vierbeinern. Es sind sechs estnische Varianten des Märchens bekannt. In einer weniger verbreiteten lettischen Variante, die im Deutschen den Titel Die Vögel besiegen die Vierbeiner erhielt und im Kreis Jelgava aufgezeichnet wurde, sind es ein Bär und ein Wolf, die sich über das Nest einer Meise lustig machen, woraufhin die Gekränkte zum Kampf zwischen Vögeln und Vierbeinern aufruft. Hier leckt der Fuchs nach einem Hornissenstich seinen Rücken, was zur Flucht der Vierbeiner führt. Das Werk Lettische Märchen und Sagen, Nach Ansis Lerhis-Puškaitis und anderen Quellen zusammengestellt und redigiert von Prof. P. Šmits (Riga 1925–1937, 15 Bände) verzeichnet drei lettische Varianten des Märchens. Alma Mednes Werk Lettische Tiermärchen (Riga 1940) derer sogar 29.

## Zeichentrickserie
- Gurimu Meisaku Gekijō, japanische Zeichentrickserie 1987, Folge 44: Der Zaunkönig und der Bär